# جبل هوليوك
جبل هوليوك هو أقصى قمة غربية لنطاق هوليوك وجزء من سلسلة جبال هوليوك التي يبلغ طولها 100 ميل (160 كم)، يبلغ ارتفاعه 935 متر (3,068 قدم). يقع الجبل في وادي نهر كونيتيكت في غرب ولاية ماساتشوستس، وهو يحمل اسم كلية ماونت هوليوك القريبة. ويقع الجبل في بلدتي هادلي وهادلي الجنوبية بولاية ماساتشوستس. ويشتهر ببيته التاريخي أعلى قمته، وطريق السيارات، والمناظر الخلابة، والتنوع البيولوجي. ويعبر الجبل طريق ميتاكوميت-مونادنوك الذي يبلغ طوله 180 كم، والعديد من الطرق الأقصر. جبل هولوك هو موطن J.A. حديقة سكينر ستايت يمكن الوصول إليها من طريق 47 في هادلي بماساتشوسيتس.

## معرض صور

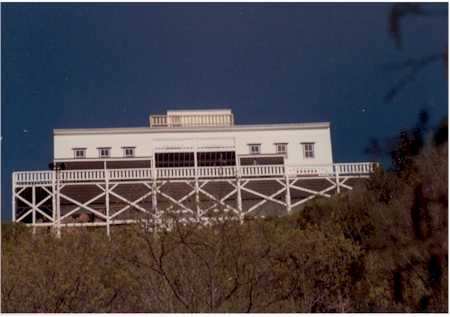
بيت قمة جبل هوليوك
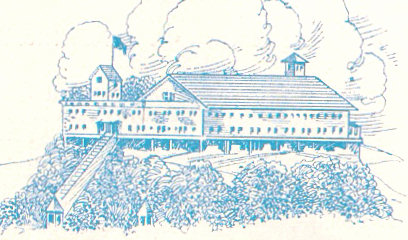
فندق ماونت هوليوك، يُظهر بيت القمة وترام كهربائي مغطى حوالي عام 1931
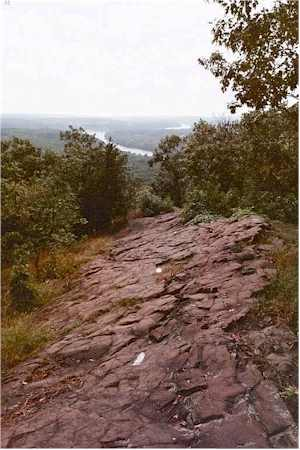
منظر من حواف جبل هوليوك الجنوبية على طول طريق Metacomet-Monadnock. ويظهر نهر كونيتيكت في الخلفية